# Пухья (волость)
Пу́хья (эст. Puhja) — бывшая волость в Эстонии в составе уезда Тартумаа.

## Положение
Площадь волости — 169,6 км², численность населения на 1 января 2010 года составляла 2402 человек.
Административным центром волости был посёлок Пухья. Помимо этого на территории волости находился ещё один посёлок Улила и 17 деревень.

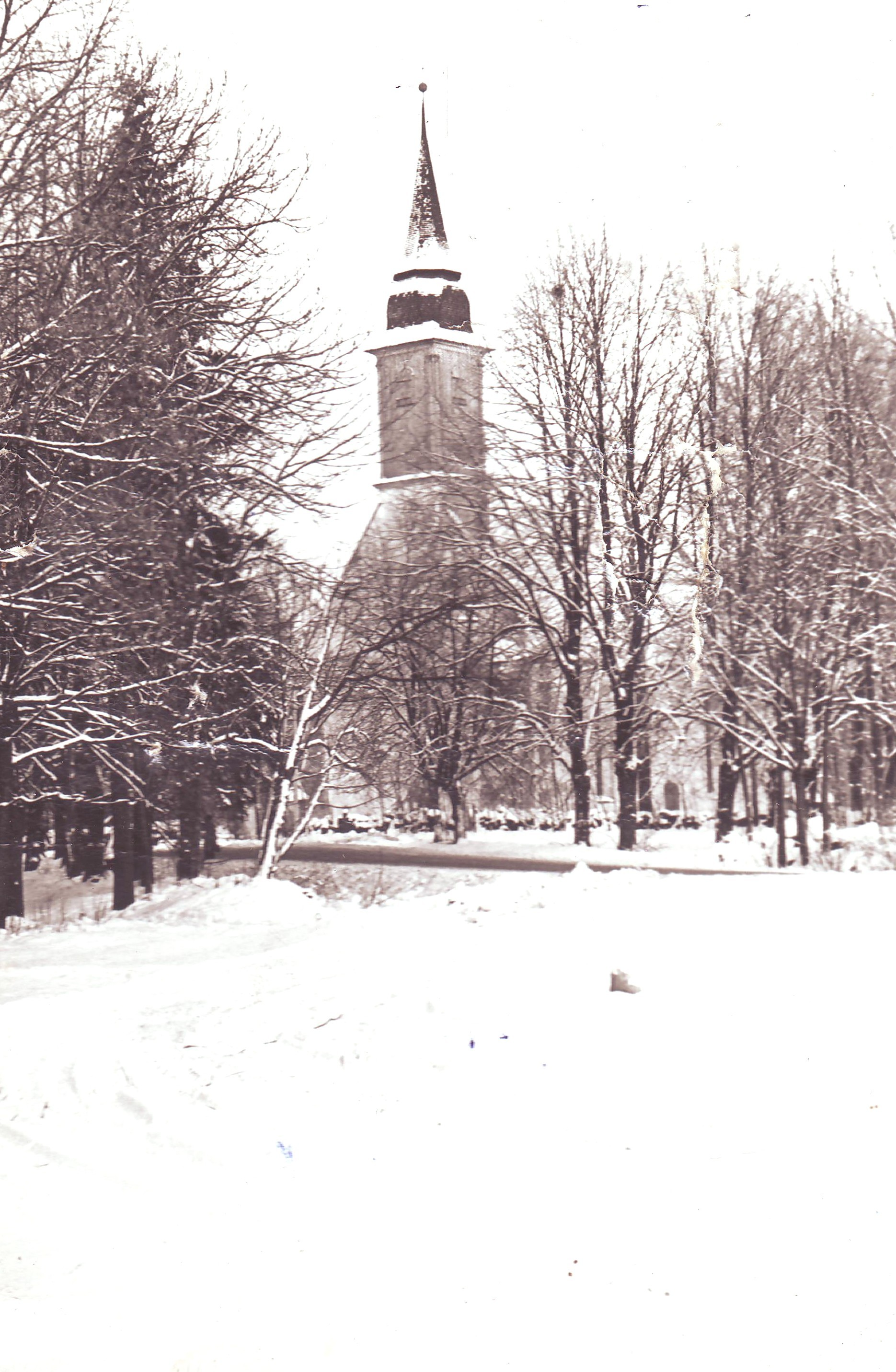
Церковь в Пухья в 1970 году

## Известные уроженцы
- Йоханнес Лест (род. 1899 — ум. 1976) — эстонский лыжник и педагог[1].